# Continental Basketball Association
Die Continental Basketball Association (CBA) war eine US-amerikanische Basketball-Liga. Sie war bis 2009 die älteste und am längsten bestehende professionelle Basketballliga der Welt. Sie begann ihren Betrieb im Juni 1946, zwei Monate vor der Gründung des NBA-Vorgängers Basketball Association of America (BAA).
Der erste CBA-Commissioner war Harry Rudolph. Der Betrieb der Liga, der 2001 nach einem Konkurs bereits fraglich geworden war, wurde 2009 eingestellt und nicht wieder aufgenommen.

## Geschichte
Am 23. April 1946 wurde die CBA unter dem Namen Eastern Pennsylvania Basketball League gegründet. Zunächst gab es sechs Mannschaften (Wilkes-Barre, Hazleton, Allentown, Lancaster, Reading und Binghamton).
1948 wurde die Liga in Eastern Professional Basketball League umbenannt. Über die Jahre wurden Teams aus Williamsport, Scranton, Sunbury, Trenton, Camden, Asbury Park, New Haven, Hartford, Bridgeport, Wilmington oder Springfield aufgenommen.
Nachdem die Liga 1971 in Eastern Basketball Association umbenannt wurde, bekam sie am 1. Juni 1978 den Namen Continental Basketball Association. Es stießen besonders zu Beginn der 80er Jahre viele neue Teams zur CBA (z. B. die Patroons aus Albany, Catbirds aus Louisville/La Crosse, Thunder aus Quad Cities oder die Sun Kings aus Yakima).
Im Jahre 1999 wurden sämtliche CBA-Mannschaften von einer Investmentgruppe um den ehemaligen NBA-Star Isiah Thomas aufgekauft. Der Plan, die Liga von einem einzigen Besitzer kontrollieren zu lassen, schlug fehl. 2001 musste die CBA Insolvenz anmelden und den Spielbetrieb zunächst einstellen.

## International Basketball League (IBL)
1999 gründete sich die International Basketball League. Nachdem die CBA über zwanzig Jahre als Entwicklungsliga für die NBA diente, wurde im Sommer 2000 die Entscheidung der NBA bekannt, dass nach der Saison 2001 die NBA Development League gegründet werden sollte. Damit war die CBA nicht mehr die offizielle Aufbauliga der NBA. Die daraus resultierenden Schwierigkeiten führten zum Konkurs der CBA ein Jahr später und sorgte dafür, dass mehrere Franchises der CBA in die IBL wechselten.

## CBA (2001 bis 2010)
Im Herbst 2001 schlossen sich die Teams der CBA und IBL nach dem Konkurs der CBA zusammen, kauften die CBA-Rechte (inklusive Namen und Logo) und starteten den CBA-Betrieb erneut.
Im Sommer 2009 waren nur noch zwei Teams der CBA zur Fortführung des Spielbetriebs im folgenden Jahr bereit, so dass man den Spielbetrieb für 2010 einstellte und nicht wieder aufnahm.

## CBA-Meister
| - 1946/47: Wilkes-Barre Barons - 1947/48: Reading Keys - 1948/49: Pottsville Packers - 1949/50: Williamsport Billies - 1950/51: Sunbury Mercuries - 1951/52: Pottsville Packers - 1952/53: Williamsport Billies - 1953/54: Williamsport Billies - 1954/55: Wilkes-Barre Barons - 1955/56: Wilkes-Barre Barons - 1956/57: Scranton Miners - 1957/58: Wilkes-Barre Barons - 1958/59: Wilkes-Barre Barons - 1959/60: Easton Madisons - 1960/61: Baltimore Bullets - 1961/62: Allentown Jets - 1962/63: Allentown Jets - 1963/64: Camden Bullets - 1964/65: Allentown Jets - 1965/66: Wilmington Blue Bombers - 1966/67: Wilmington Blue Bombers - 1967/68: Allentown Jets - 1968/69: Wilkes-Barre Barons - 1969/70: Allentown Jets - 1970/71: Scranton Apollos | - 1971/72: Allentown Jets - 1972/73: Wilkes-Barre Barons - 1973/74: Hartford Capitols - 1974/75: Allentown Jets - 1975/76: Allentown Jets - 1976/77: Scranton Apollos - 1977/78: Wilkes-Barre Barons - 1978/79: Rochester Zeniths - 1979/80: Anchorage Northern Knights - 1980/81: Rochester Zeniths - 1981/82: Lancaster Lightning - 1982/83: Detroit Spirits - 1983/84: Albany Patroons - 1984/85: Tampa Bay Thrillers - 1985/86: Tampa Bay Thrillers - 1986/87: Rapid City Thrillers - 1987/88: Albany Patroons - 1988/89: Tulsa Fast Breakers - 1989/90: La Crosse Catbirds - 1990/91: Wichita Falls Texans - 1991/92: La Crosse Catbirds - 1992/93: Omaha Racers - 1993/94: Quad City Thunder - 1994/95: Yakima Sun Kings - 1995/96: Sioux Falls Skyforce | - 1996/97: Oklahoma City Cavalry - 1997/98: Quad City Thunder - 1998/99: Connecticut Pride - 1999/00: Yakima Sun Kings - 2000/01: Ligabetrieb wurde im Laufe der Saison eingestellt - 2001/02: Dakota Wizards - 2002/03: Yakima Sun Kings - 2003/04: Dakota Wizards - 2004/05: Sioux Falls Skyforce - 2005/06: Yakama Sun Kings - 2006/07: Yakama Sun Kings - 2007/08: Oklahoma Cavalry - 2008/09: Lawton-Fort Sill Cavalry - 2009/10: Ligabetrieb wurde vor der Saison eingestellt |